# Goryphus jendul
Goryphus jendul là một loài tò vò trong họ Ichneumonidae.